# インドの世界遺産

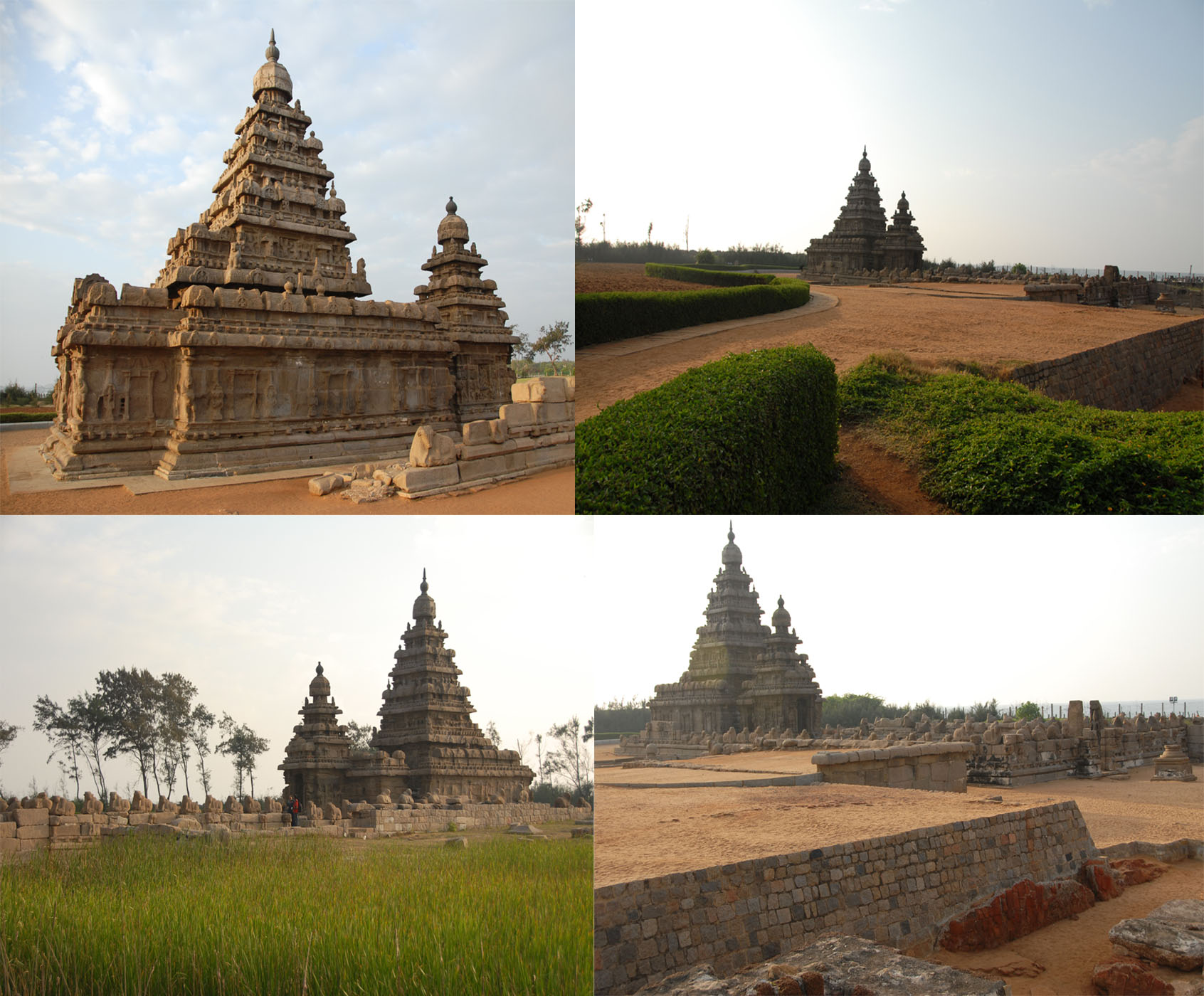
マハーバリプラムの建造物群

インドの世界遺産は、ユネスコに40件が登録されている（2021年8月時点）。32点は文化遺産、7点は自然遺産、1点は複合遺産である。インドは世界で6番目に登録数が多い。
マナス国立公園は1992年に危機遺産リストに登録されたが、改善の結果2011年に除外された。ハンピは1999年に危機遺産に登録されたが、保護活動の結果、2006年に除外された。

## 文化遺産
1. アジャンター石窟群 - (1983年)
2. エローラ石窟群 - (1983年)
3. アーグラ城塞 - (1983年)
4. タージ・マハル - (1983年)

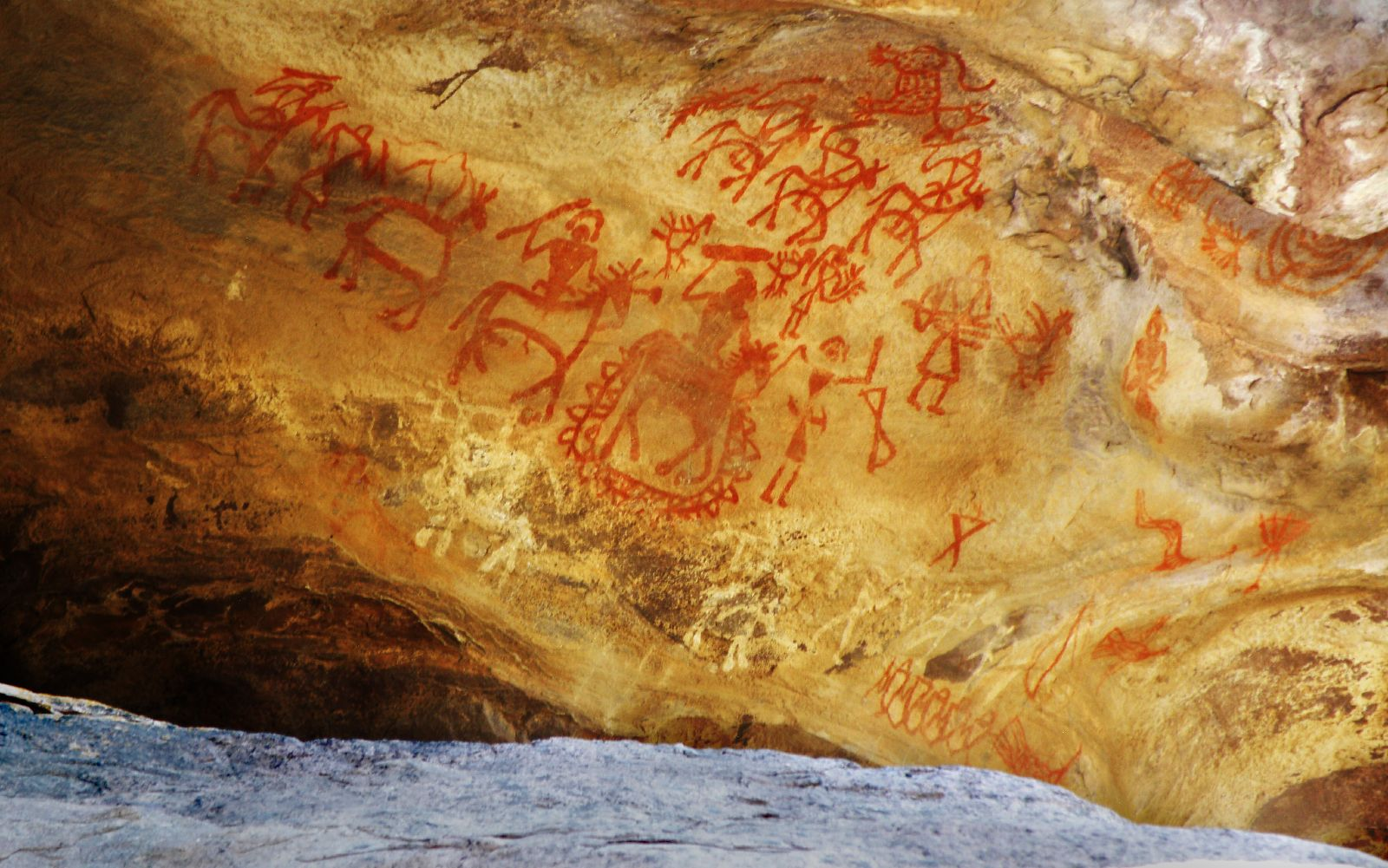
3万年頃のビームベートカーの岩陰遺跡

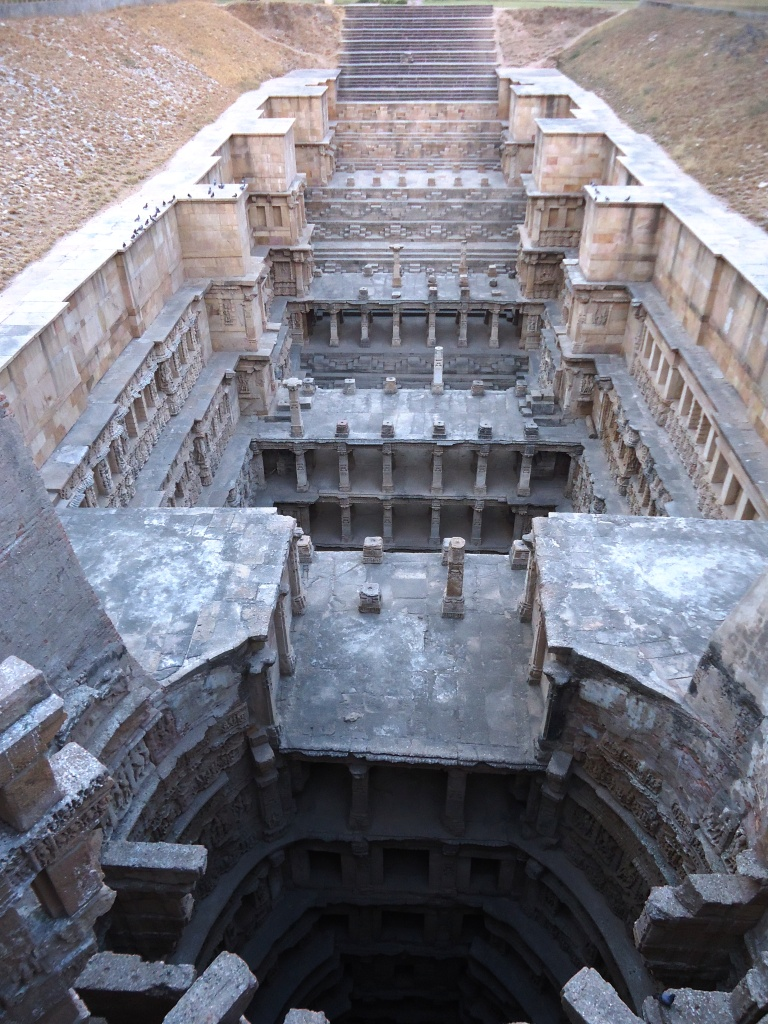
グジャラート州パータンのラーニー・キ・ヴァーヴ（王妃の階段井戸）

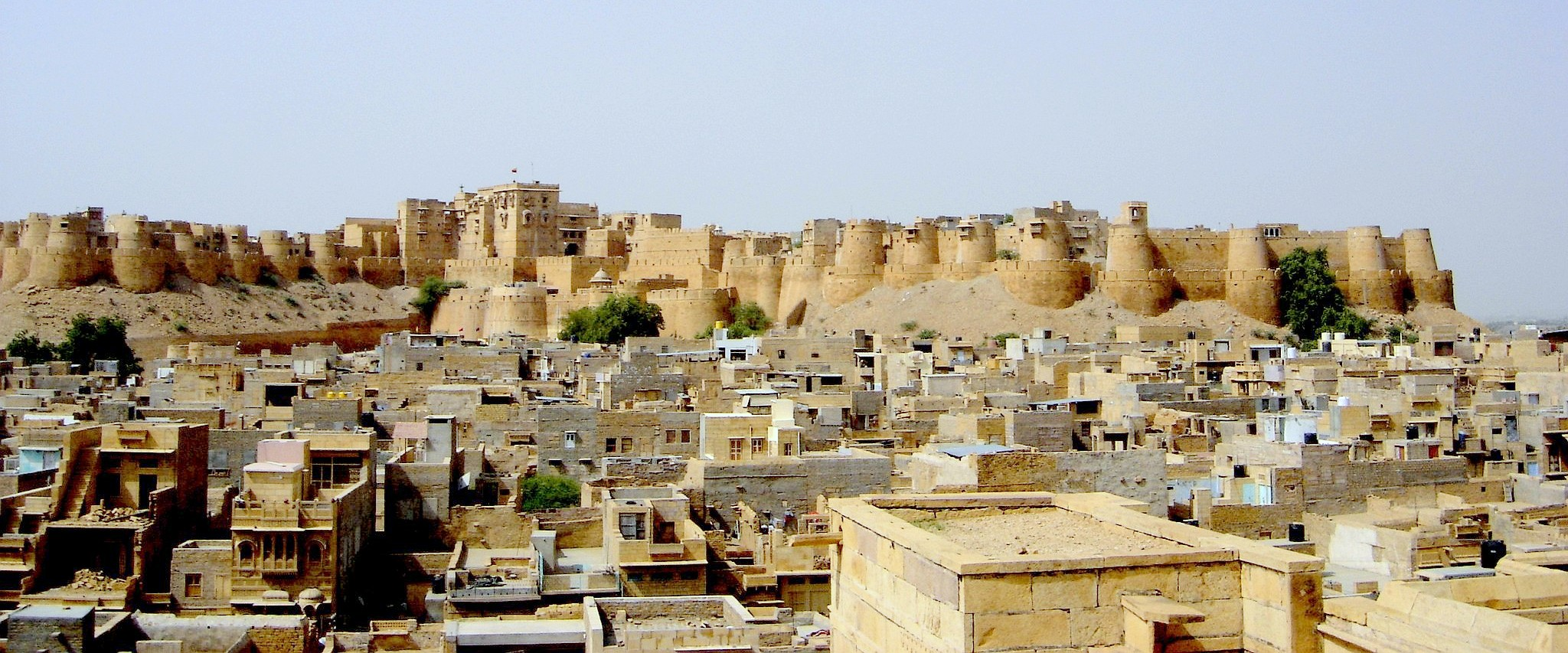
ラージャスターン州のジャイサルメール城塞

5. コナーラクのスーリヤ寺院 - (1984年)
6. マハーバリプラムの建造物群 - (1984年)
7. ゴアの教会群と修道院群 - (1986年)
8. カジュラーホーの建造物群 - (1986年)
9. ハンピの建造物群 - (1986年)
10. ファテープル・シークリー - (1986年)
11. パッタダカルの建造物群 - (1987年)
12. エレファンタ石窟群 - (1987年)
13. 大チョーラ朝寺院群 - (1987年、2004年拡張)
14. サーンチーの仏教建造物群 - (1989年)
15. デリーのフマーユーン廟 - (1993年)
16. デリーのクトゥブ・ミナールとその建造物群 - (1993年)
17. インドの山岳鉄道群 -（1999年、2005年）
18. ブッダガヤの大菩提寺 （英語版）-（2002年）
19. ビームベートカーの岩陰遺跡 -（2003年）
20. チャトラパティ・シヴァージー・ターミナス駅（旧ヴィクトリア・ターミナス駅） -（2004年）
21. チャーンパーネール・パーヴァーガド遺跡公園 -（2004年）
22. 赤い城の建造物群 - (2007年)
23. ジャイプルのジャンタル・マンタル - （2010年）
24. ラージャスターンの丘陵城塞群 - （2013年）
25. グジャラート州パータンのラーニー・キ・ヴァーヴ（王妃の階段井戸） - （2014年）
26. ビハール州ナーランダーのナーランダー・マハーヴィハーラ（ナーランダ僧院）の考古遺跡 - (2016年)
27. ル・コルビュジエの建築作品-近代建築運動への顕著な貢献-（ほか6か国と共有）- (2016年)
28. アフマダーバードの歴史都市 - （2017年）
29. ムンバイのヴィクトリアン・ゴシックとアール・デコの遺産群 - (2018年)
30. ラジャスタン州のジャイプル市街 - (2019年)
31. テランガーナ州のカーカティーヤ・ルドレシュワラ（ラマッパ）寺院 - (2021年)
32. ドーラビーラ : ハラッパー文化の都市 - (2021年)

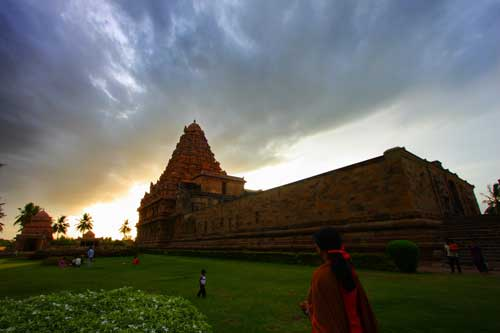
大チョーラ朝寺院群

## 時代別

### 後期旧石器時代
- ビームベートカーの岩陰遺跡

### インダス文明
- ドーラビーラ

### マウリヤ朝
- サーンチーの仏教建造物群（アショーカ王）
- ブッダガヤの大菩提寺 （英語版(※現在のようになったのはグプタ朝時代)

### グプタ朝
- アジャンター石窟群 - (1983年) (※グプタ様式の影響を受ける)

### パッラヴァ朝
- マハーバリプラムの建造物群

### 前期チャールキヤ朝
- パッタダカルの建造物群

### プラティハーラ朝
- ラージャスターンの丘陵城塞群

### ラーシュトラクータ朝
- エローラ石窟群

### チャウルキヤ朝
- グジャラート州パータンのラーニー・キ・ヴァーヴ（王妃の階段井戸）

### チャンデーラ朝
- カジュラーホーの建造物群

### チョーラ朝
- 大チョーラ朝寺院群

### 奴隷王朝、クトゥブッディーン・アイバク
- デリーのクトゥブ・ミナールとその建造物群

### ヴィジャヤナガル王国
- ハンピの建造物群

### ムガル帝国
- デリーのフマーユーン廟
- ファテープル・シークリー
- タージ・マハル（シャー・ジャハーン）
- アーグラ城塞

## 自然遺産
1. カジランガ国立公園 - (1985年)
2. マナス国立公園 - (1985年)

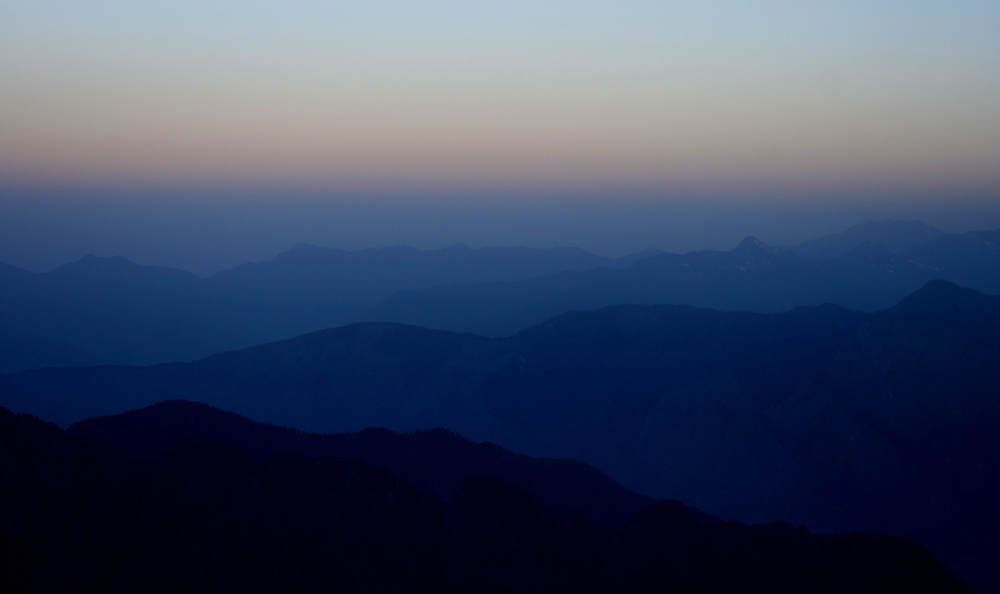
大ヒマラヤ国立公園保護地域

3. ケオラデオ（ケーオラーデーオ）国立公園 - (1985年)
4. スンダルバンス国立公園 - (1987年)
5. ナンダ・デヴィ国立公園と花の谷国立公園 - (1988年、2005年拡張)
6. 西ガーツ山脈 - （2012年）
7. 大ヒマラヤ国立公園保護地域 - （2014年）

## 複合遺産
1. カンチェンゾンガ国立公園 - (2016年)

## その他ギャラリー

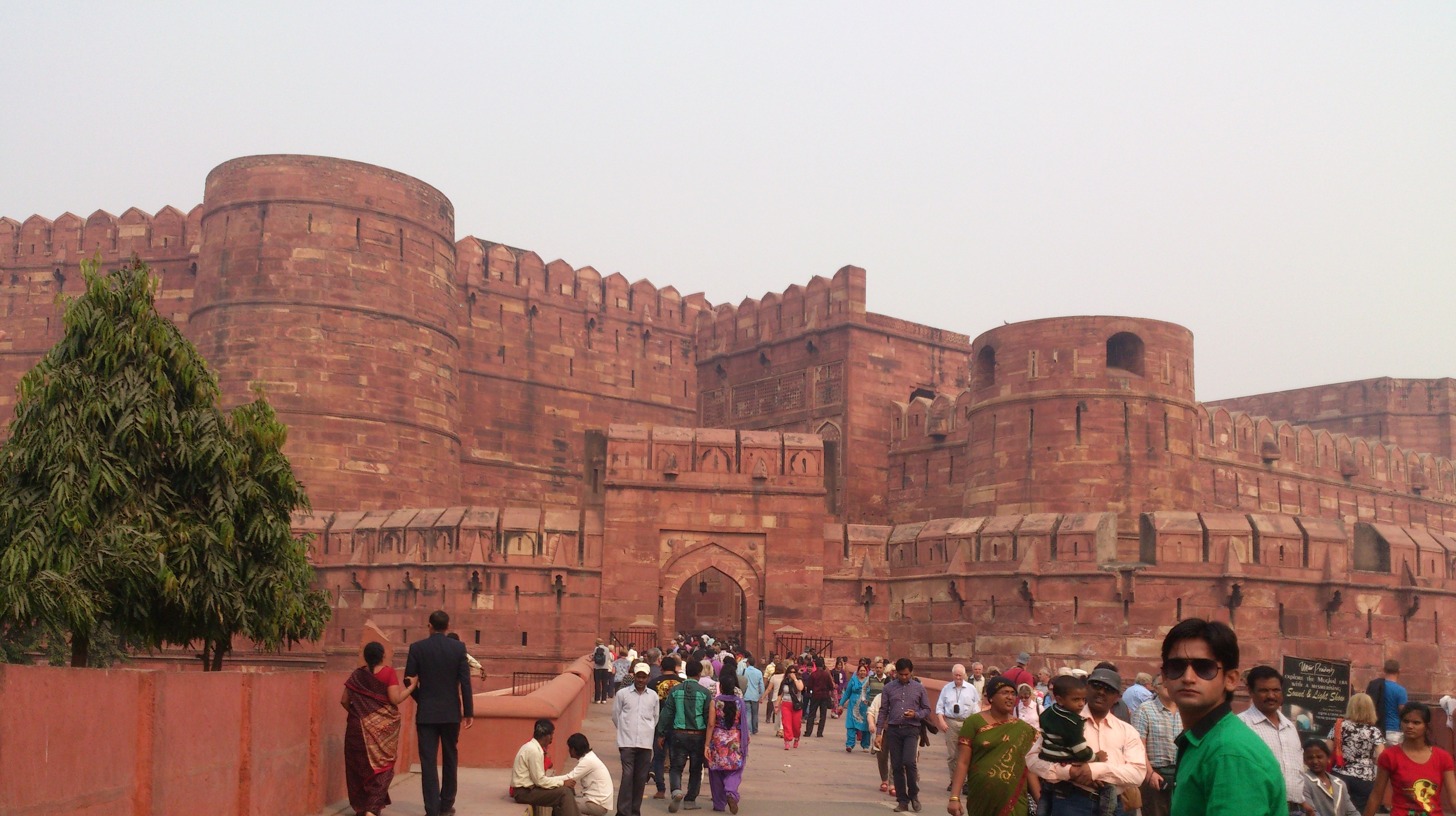
アーグラ城塞
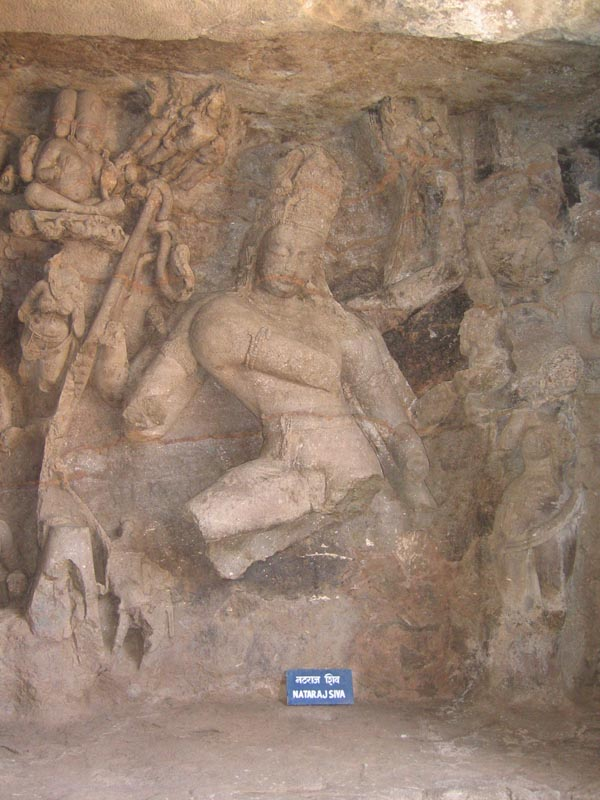
エレファンタ石窟群
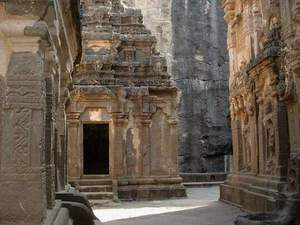
エローラ石窟群
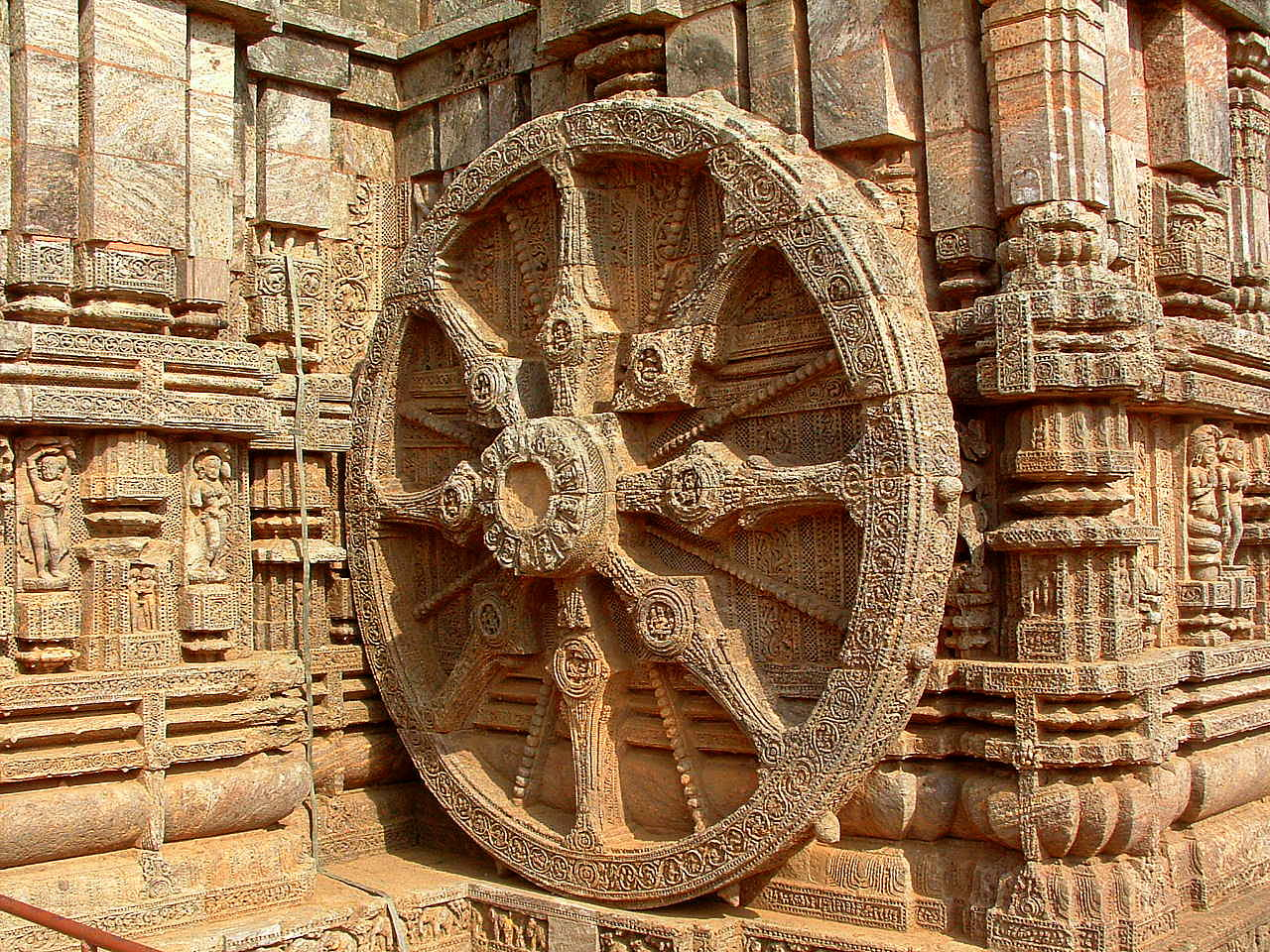
コナーラクのスーリヤ寺院
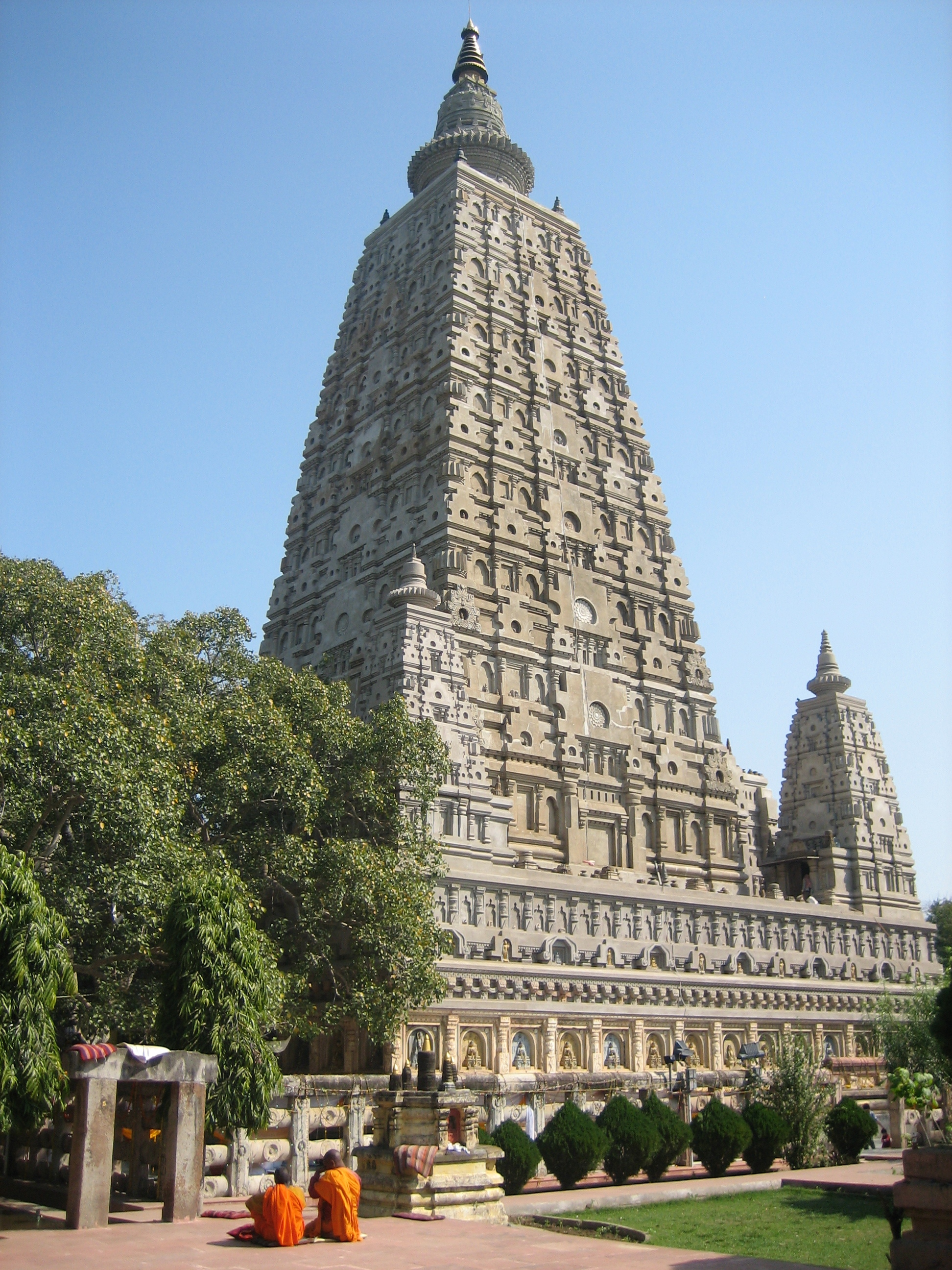
ブッダガヤの大菩提寺 （英語版）
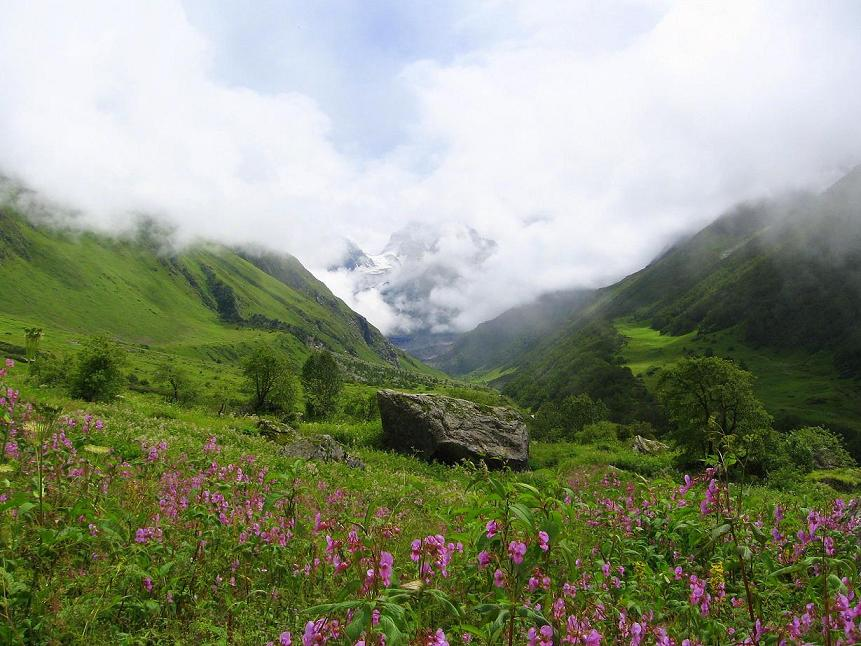
ナンダ・デヴィ（ナンダー・デーヴィー）国立公園及び花の谷国立公園（英語版）
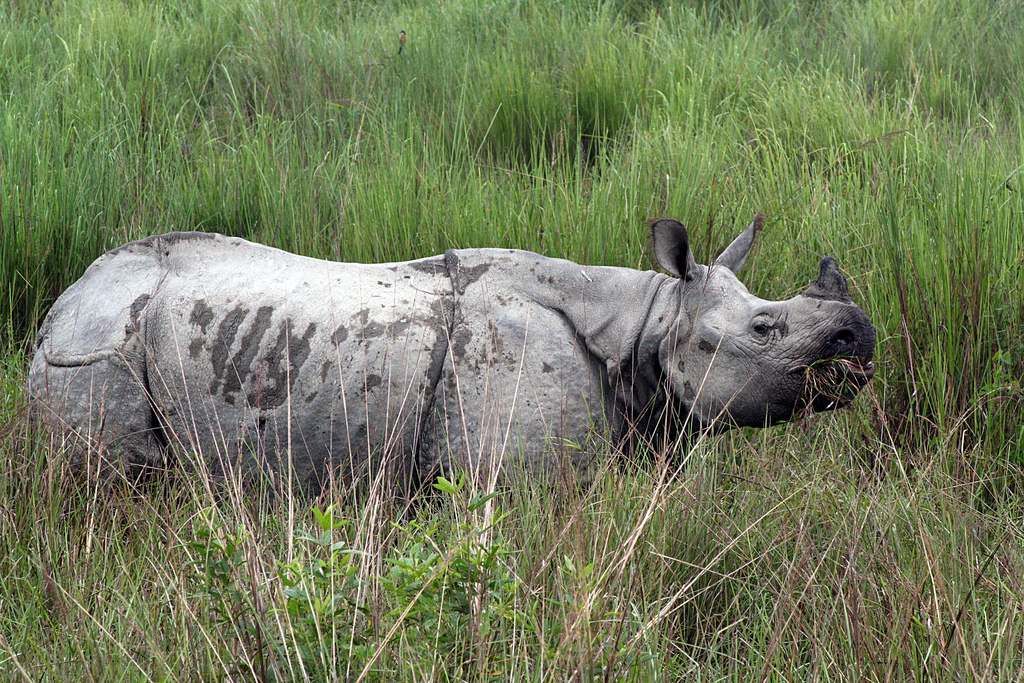
カジランガ国立公園
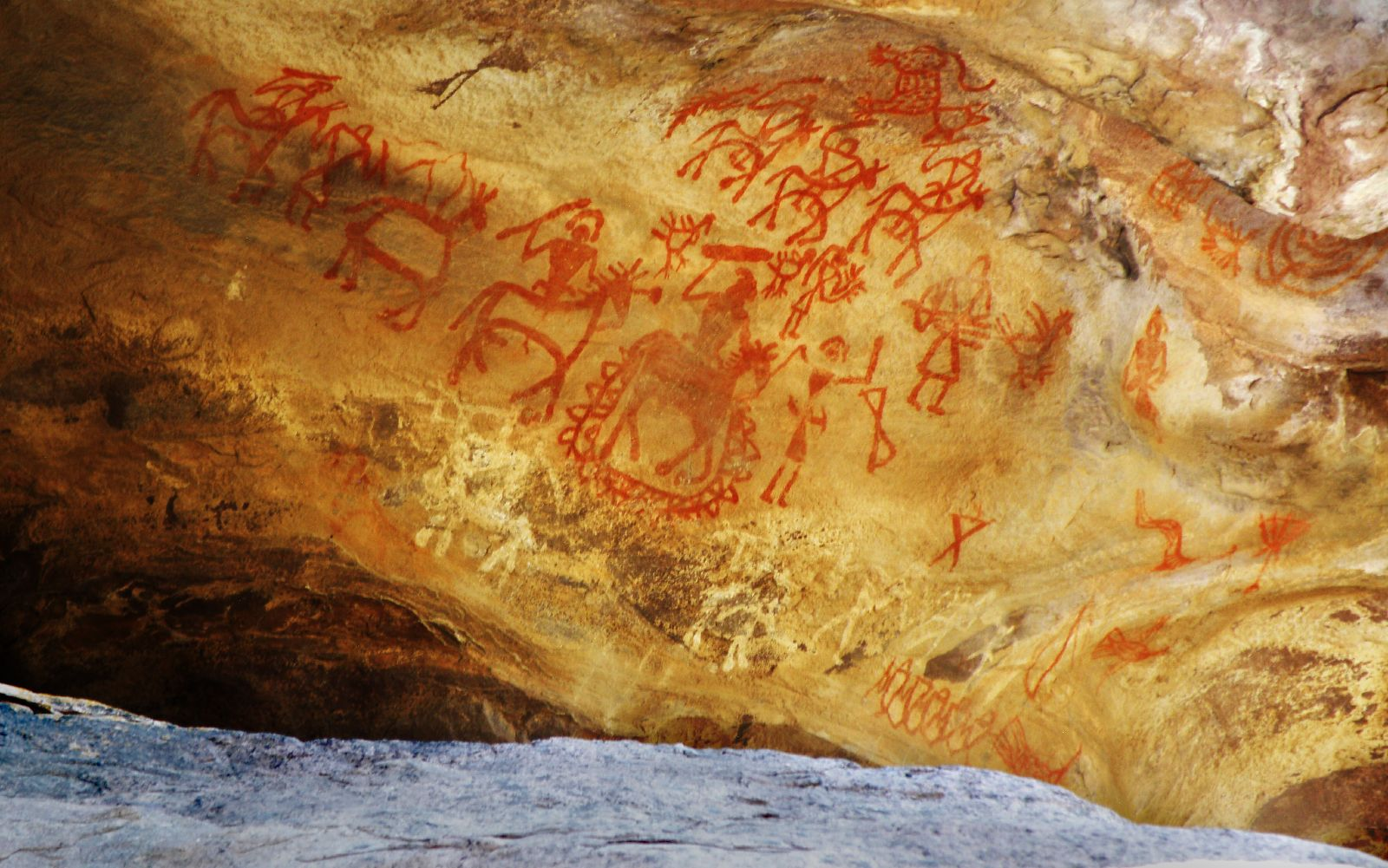
Bhimbetka rock painting

## 地域別

### アッサム州
- カジランガ国立公園 - (1985年)
- マナス国立公園 - (1985年)

### ウッタラーカンド州
- ナンダ・デヴィ国立公園と花の谷国立公園 - (1988年、2005年拡張)

### ウッタル・プラデーシュ州
- アーグラ城塞 - (1983年)
- タージ・マハル - (1983年)
- ファテープル・シークリー - (1986年)

### オリッサ州
- コナーラクのスーリヤ寺院 - (1984年)

### カルナータカ州
- ハンピの建造物群- (1986年)
- パッタダカルの建造物群 - (1987年)

### グジャラート州
- チャーンパーネール・パーヴァーガド遺跡公園 - (2004年)
  - Primary Heritage Zone
  - Kabutarkhana（カブータルカーナー：鳩小屋）
  - Khajuri Masjid（カジューリー・マスジド）
  - Maqbara near Panchmahuda Masjid（パーンチマフーダー・マスジド近くのマクバーラー）
  - Maqbara Mandvi（マクバーラー・マンドヴィー）
  - Maqbara near Patidar Village（パティダール村近くのマクバーラー）
  - Malik Sandal Ni Vav（マリク・サンダルの門）
  - Hathikhana（ハーティーカーナー：象小屋）
  - Sindh Mata（スィンド・マーター：スィンド女神）
  - Sikander Ka Reuza
  - Babakhan Ki Dargah（バーバー・カーン聖者廟）
  - Nau Kuan Sat Vavdi
  - Chandrakala Vav（チャンドラカーラー門）
- グジャラート州パータンのラーニー・キ・ヴァーヴ（王妃の階段井戸） - （2014年）
- アフマダーバードの歴史都市 - （2017年）
- ドーラビーラ : ハラッパー文化の都市 - (2021年)

### ケーララ州
- 西ガーツ山脈 - （2012年）

### ゴア州
- ゴアの教会群と修道院群 - (1986年)

### シッキム州
- カンチェンゾンガ国立公園 - (2016年)

### タミル・ナードゥ州
- マハーバリプラムの建造物群 - (1984年)
  - マハーバリプラムの主要部
  - Mukunda Nayanar Temple（ムクンダ・ナヤナール寺院）
  - Pidari Ratha / Valian Kuttai Ratha
- 大チョーラ朝寺院群 - （1987年登録、2004年拡張）
  - タンジャーヴールのブリハディーシュヴァラ寺院（チョーラ朝）
- インドの山岳鉄道群 - (1999年、2005年拡張)
  - ニルギリ山岳鉄道
- 西ガーツ山脈 - （2012年）

### チャンティーガル
- ル・コルビュジエの建築作品-近代建築運動への顕著な貢献-（ほか6か国と共有）- (2016年)
  - チャンディーガルの都市計画

### テランガーナ州
- テランガーナ州のカーカティーヤ・ルドレシュワラ（ラマッパ）寺院 - (2021年)

### デリー
- デリーのフマーユーン廟 - (1993年)
- デリーのクトゥブ・ミナールとその建造物群 - (1993年)
- 赤い城の建造物群 - (2007年)

### 西ベンガル州
- スンダルバンス国立公園 - (1987年)
- インドの山岳鉄道群 - (1999年、2005年拡張) 
  - ダージリン・ヒマラヤ鉄道

### ビハール州
- ブッダガヤの大菩提寺 - (2002年)

### ヒマーチャル・プラデーシュ州
- 大ヒマラヤ国立公園保護地域 - （2014年）

### マディヤ・プラデーシュ州
- カジュラーホーの建造物群 - (1986年)
- サーンチーの仏教建造物群 - (1989年)
- ビームベートカーの岩陰遺跡 - (2003年)

### マハーラーシュトラ州
- アジャンター石窟群 - (1983年)
- エローラ石窟群 - (1983年)
- エレファンタ石窟群 - (1987年)
- チャトラパティ・シヴァージー・ターミナス駅（ムンバイの旧ヴィクトリア・ターミナス）- (2004年)
- 西ガーツ山脈 - （2012年）
- ムンバイのヴィクトリアン・ゴシックとアール・デコの遺産群-（2019年）

### ラージャスターン州
- ケオラデオ（ケーオラーデーオ）国立公園 - (1985年)
- ラージャスターンの丘陵城塞群 - （2013年）
- ラジャスタン州のジャイプル市街 - （2019年）

## 外部サイト
- ユネスコ世界遺産 （インド）（日本語）
- World Heritage Sites in India（英語）
- 社団法人日本ユネスコ協会連盟世界遺産活動ウェブサイト・アジアの項 （日本語）